# Teodora Axucina
"Teodora" Axucina foi, segundo alguns autores, esposa de Aleixo I de Trebizonda. Ela não foi mencionada em nenhuma fonte da época e tanto seu nome quanto seu sobrenome são suposições feitas por genealogistas modernos.

## Nome
O nome "Teodora" apareceu pela primeira vez em "Europäische Stammtafeln: Stammtafeln zur Geschichte der Europäischen Staaten" (1978), de Detlev Schwennicke, e, desde então, ganhou espaço em diversas genealogias modernas. Porém, não há evidências de que ele tenha aparecido em qualquer fonte primária.
O nome é uma suposição baseada no nome de sua neta mais conhecida, Teodora de Trebizonda. Pelas convenções de nomenclatura gregas da época, a filha mais velha de um casal deveria ser batizada com o nome da avó paterna. Porém, não há evidências de que a neta Teodora fosse a filha mais velha de seus pais: ela tinha pelo menos duas irmãs.
Já o fato de ela ter pertencido à família Axuco é considerado possível, pois o nome completo de seu filho mais velho era João I Mega Comneno Axuco (Ioannes Megas Komnenos Axouchos). Comneno era o nome da família real do Império de Trebizonda, "Mega" (Megas; "a Grande") foi o nome assumido por este ramo da família para distingui-lo de outras linhagens e, finalmente, Axuco é possivelmente o sobrenome materno.

## Família
É possível que "Teodora" fosse uma filha de João Comneno Axuco, conhecido como "o Gordo", um imperador que rivalizou por um breve período com Aleixo III Ângelo. Em 31 de julho de 1200, João foi proclamado imperador em Santa Sofia, mas foi traído e morto por seus próprios soldados, que desertaram de volta para Aleixo.
Neste caso, os avós paternos dela seriam Aleixo Axuco e Maria Comnena. Ele serviu como duque (doux) da Cilícia, protoestrator e pansebasto, mas caiu em desgraça com Manuel I Comneno em 1167. João Cinamo e Nicetas Coniates relatam que as acusações contra ele incluíam a prática de bruxaria e ele, juntamente com um "mago latino" de nome desconhecido foram acusados de provocar um aborto natural em Maria da Antioquia supostamente fornecendo alguma droga à imperatriz. Aleixo terminou a vida como um monge. Maria Comnena, "esposa de Aleixo, o protoestrator", foi mencionada num sinete. De acordo com o "Dictionnaire historique et Généalogique des grandes familles de Grèce, d'Albanie et de Constantinople" (1983), de Mihail-Dimitri Sturdza, esta Maria teria enlouquecido no final da vida.
Aleixo por sua vez era filho de João Axuco, fundador da família Axuco, serviu como grande doméstico do exército bizantino durante a primeira parte do reino de João II Comneno. Originalmente um turco oguz, João nasceu no Sultanato Seljúcida de Rum. Em 1097, ainda criança, vivia em Niceia quando ela foi tomada pelas forças da Primeira Cruzada, foi enviado como presente a Aleixo I Comneno e criado na residência imperial.
O sinete de Maria a identifica como filha de Aleixo Comneno, coimperador entre 1122 e 1142. Ela era a filha mais velha de João II Comneno com sua esposa húngara Piroska. Ele era irmão mais velho de Isaac Comneno e de Manuel I Comneno. A identidade de sua esposa é incerta. Segundo o Europäische Stammtafeln: Stammtafeln zur Geschichte der Europäischen Staaten, seriam duas esposas. A primeira, Eupráxia de Quieve, uma filha de Mistislau I de Quieve com Cristina da Suécia. A segunda, Katay da Geórgia, uma filha de David IV da Geórgia com uma de suas duas esposas, Rusudan ou Gurandukht. Apesar de ambas terem se casado com membros da família Comneno, diversas teorias já foram apresentadas sobre quem seriam os maridos.
"Teodora" casou-se com Aleixo I de Trebizonda, o filho mais velho de Manuel Comneno com Rusudan e neto de Andrônico I Comneno por parte de pai. Eles supostamente tiveram três filhos:
- Comnena, que se casou com Andrônico I de Trebizonda.
- João I de Trebizonda.
- Manuel I de Trebizonda.